# 괌 전투 (1944년)의 전투 서열

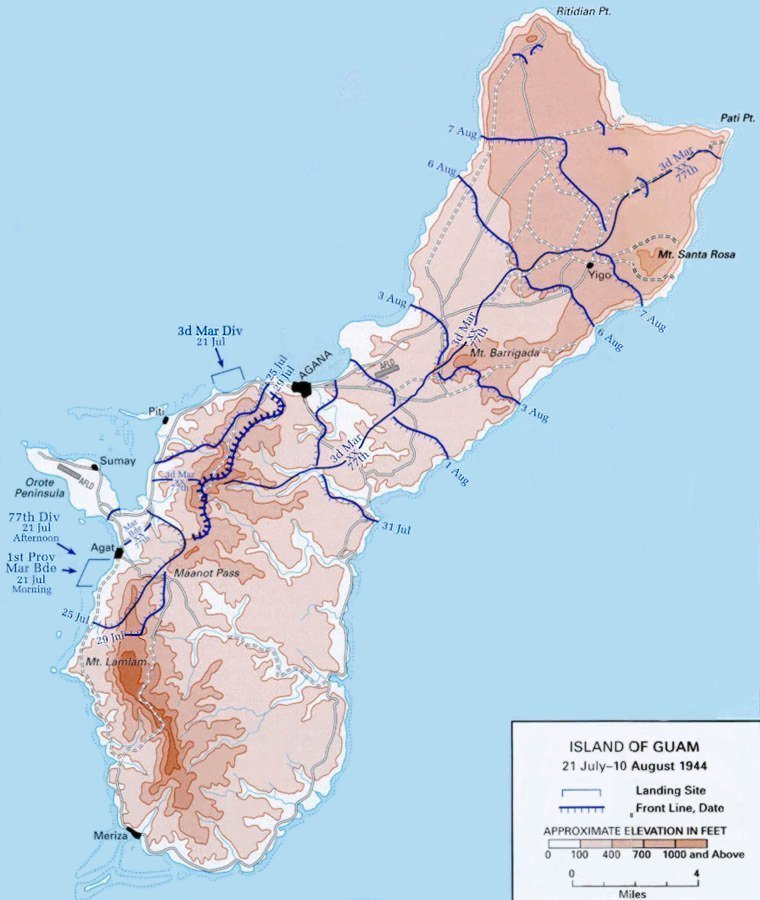
미국 지상군의 상륙지점

다음은 1944년에 벌어진 괌 전투에 참전한 미국군과 일본군의 전투 서열이다.

## 미국

### 지상군: 제3수륙양용군단 (TF-56)
- 본부근무대대
- 통신대대
- 제4해병탄약중대

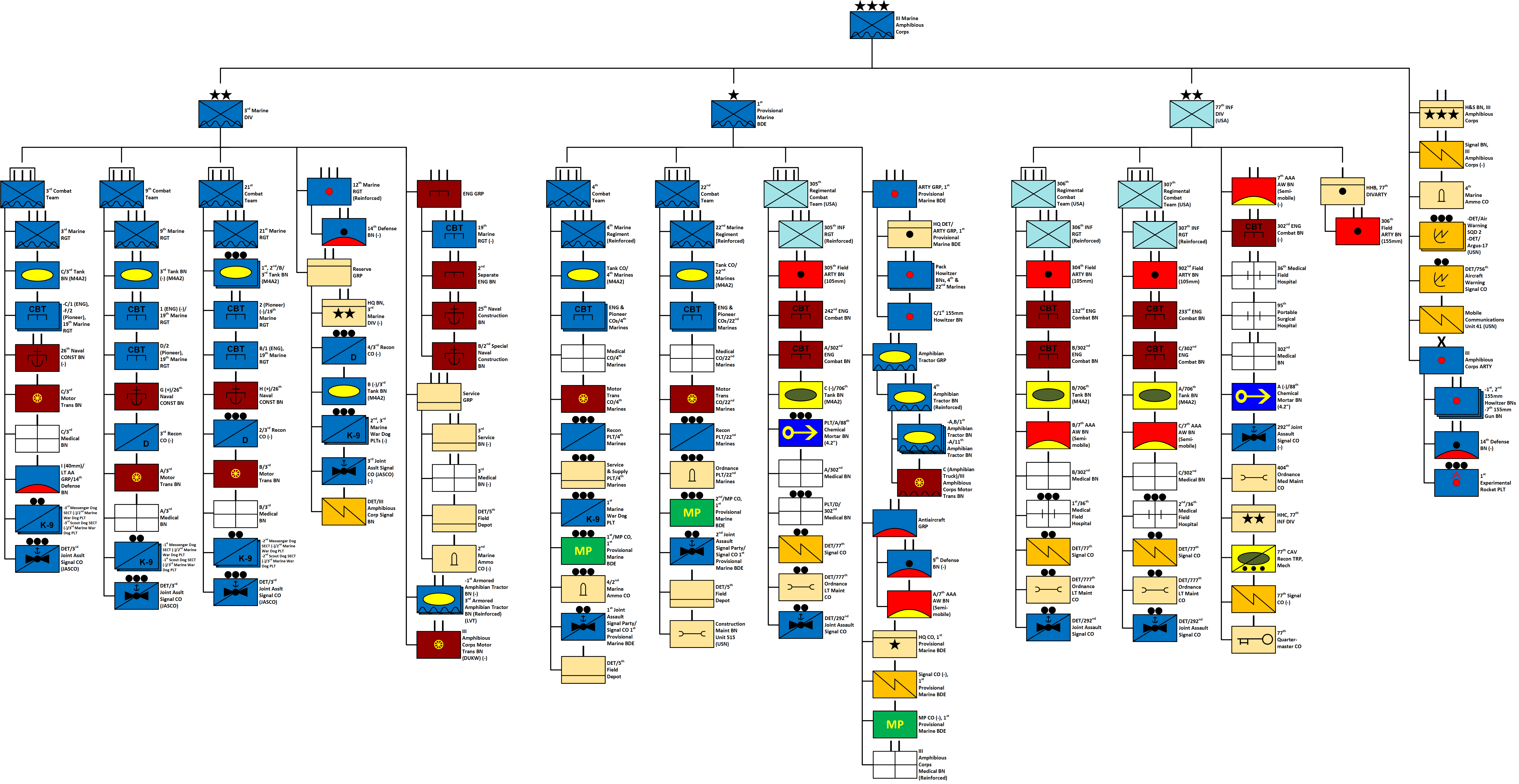
1944년 괌 전투

- (해군) 제2항공경보전대 Argus-17 분견대
- (해군) 제41이동교신부대
- 제3상륙군단 포병대
  - 제1곡사포대대 (155 mm)
  - 제2곡사포대대 (155 mm)
  - 제7포대대 (155 mm)
  - 제14해병방어대대
  - 제1실험로켓소대

#### 북부상륙지: 제3해병사단
- 제3해병연대 (좌측/레드 해변)
- 제21해병연대 (중부/그린 해변)
- 제9해병연대 (우측/블루 해변)
- 제12해병연대 (포병): 디데이 이후 상륙함
- 제19해병연대 (공병)

#### 남부상륙지

##### 서남쪽 해변: 제77보병사단
- 제306연대전투단
  - 제304야전포병대대 (150mm)
  - 제132공병전투대대
  - 제302공병전투대대 B중대
  - 제706전차대대 B중대 (M4A2)
  - 제302의무대대 B중대
  - 제1-36의무야전병원
  - 제777통신중대 분견대
  - 제292합동합동강습통신중대 분견대
- 제307연대전투단
  - 제902야전포병대대 (150mm)
  - 제233공병전투대대
  - 제302공병전투대대 C중대
  - 제706전차대대 A중대 (M4A2)
  - 제302의무대대 C중대
  - 제2-36의무야전병원
  - 제77통신중대 분견대
  - 제777병기경정비중대 분견대
  - 제292합동합동강습통신중대 분견대
- 제7대항공기포병자동무기대대 (반자동)(-)
- 제302공병전투대대
- 제36의무야전병원
- 제95이동외과병원
- 제302의무대대
- 제88화학박격포대대 A중대 (4.2")
- 제292합동강습통신중대 (-)
- 제404병기중형정비중대
- 사단 본부중대
- 제77통신중대 (-)
- 제77기병정찰병대 (기계화)
- 제77병참중대
- 제77보병사단 포병대
  - 제306야전포병대대 (155 mm)

##### 동남쪽 해변: 제1임시해병여단
- 제4전투단
  - 제4해병연대 전차중대 (M4A2)
  - 제4해병연대 공병개척중대
  - 제4해병연대 의무중대
  - 제4해병연대 모터수송중대
  - 제4해병연대 수색소대
  - 제해병연대 근무보급소대
  - 제1해병군견소대
  - 군사경찰중대 1소대
  - 제2해병탄약중대 4소대
  - 제1임시해병여단 통신중대 2합동강습통신반
  - 제5야전창 분견대
- 제22전투단
  - 제22해병연대 전차중대 (M4A2)
  - 제22해병연대 공병개척중대
  - 제22해병연대 의무중대
  - 제22해병연대 모터수송중대
  - 제22해병연대 수색소대
  - 제22해병연대 병기소대
  - 군사경찰중대 2소대
  - 제1임시해병여단 통신중대 2합동강습통신반
  - 제5야전창 분견대
  - (해군) 건설정비대대 제515부대
- 제305여대전투단
  - 제305야전포병대대 105 mm
  - 제242공병전투대대
  - 제302공병전투대대 a중대
  - 제706전차대대 c중대 (M4A2)
  - 제88화학박격포대 A중대 소대 (4.2")
  - 제302의무대대 A중대
  - 제302의무대대 D중대
  - 제77통신중대 분견대
  - 제777병기경정비중대 분견대
  - 제292합동강습통신중대
- 포병단
  - 본부분견대
  - 제22해병연대 1대대 C중대 (155 mm 곡사포)
  - 제22해병연대 2대대 (Pack 곡사포)
- 수륙양용트랙터단
  - 제4수륙양용트랙터대대
    - 제1수륙양용트랙터대대 A,B중대
    - 제11수륙양용트랙터대대 A중대
    - 수상륙군단모터수송대대 C중대
- 대항공기포병단
  - 제9방어대대 (-)
  - 제7대항공기포병자동무기대대 A중대 (반자동)
- 본부중대
- 통신중대 (-)
- 군사경찰중대 (-)
- 의무대대 (Reinforced)

#### 괌 제도 사령부
- 제1임시기지본부대대
- 제5야전창

## 일본군

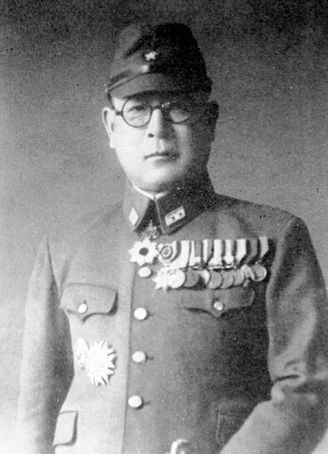
제31군 사령관 및 제29사단장 다카시나 다케시 중장

총지휘관 - 육군 중장 다카시나 다케시 - 7월 28일 전사

### 육군
- 제31군(약 19,000여명) - 사령관: 중장 오바타 히데요시 - 8월 11일 할복 자살
  - 제29사단 - 사단장: 다카시나 다케시 겸임
    - 보병 제18연대
    - 보병 제38연대
    - 전차대
    - 해상운송대
    - 사단 야전병원
- 독립 제48여단
  - 보병 6개 대대[fn 1]
  - 여단포병대 야포병제11연대 제3대대
- 독립혼성 제10연대(영어판) (1,668명)
  - 전차 제9연대 제1,2중대 (500명) - 전차 제1사단
  - 제21야전고사포 제52대대 (386명)
    - 독립공병 제7연대 제2중대 (170명)
    - 선박공병 제16연대 제2중대 (236명)
    - 제60정박장사령부 오미야섬 지부 (10명)
    - 제31군 무선소대 (14명)
    - 독립자동차 제265중대 (183명)
    - 제31군 축성반 (46명)
    - 남양 헌병대 오미야섬 분견대 (5명)
- 제6원정군 - 사령장관: 소장 시게마쓰 기요시 - 7월 26일 전사
  - 독립보병 제319대대
  - 독립보병 제321대대
  - 독립보병 제322대대
  - 독립보병 제820대대

### 해군
- 제54경비대(7,995명) - 사령관: 대좌 杉本豊 스기모토 유타카[*]
  - 제217설영대
  - 제218설영대
  - 제60방공대
  - 제30공작대
  - 기상반
  - 그 외 관리부대
- 해군항공대
  - 제321항공대
  - 제521항공대
  - 제755항공대
  - 제265항공대

### 내용주
1. ↑  보병 제12, 43, 44연대에서 차출함

### 자료
- Clark, George B. (2006). 《The Six Marine Divisions in the Pacific: Every Campaign of World War II》. Jefferson, North Carolina: McFarland and Co. ISBN 978-0-7864-2769-7.
- Morison, Samuel Eliot (1953). 《New Guinea and the Marianas, March 1944 – August 1944》. History of United States Naval Operations in World War II VIII. Boston: Little, Brown and Co. LCCN 53-7298.
- Rottman, Gordon L. (2004). 《Guam 1941 & 1944: Loss and reconquest》. Oxford: Osprey Publishing Ltd. ISBN 978-1-84176-811-3.